# Xylosma spiculifera
Xylosma spiculifera là một loài thực vật có hoa trong họ Liễu. Loài này được (Tul.) Triana & Planch. miêu tả khoa học đầu tiên năm 1862.